# Paradaphoenus
Paradaphoenus — вимерлий рід хижих ссавців з родини амфіціонових. Ці невеликі тварини населяли Північну Америку від раннього олігоцену до середнього міоцену, 33.3–15.97 млн років тому; скам'янілості знайдені в штатах Орегон, Небраска, Південна Дакота.